# Madoryx oiclus
Madoryx oiclus là một loài bướm đêm thuộc họ Sphingidae. Loài này có ở Suriname, Guyane thuộc Pháp và từ Venezuela tới Costa Rica. 
Nó còn được tìm thấy ở Paraguay, Argentina và Bolivia.

## Mô tả

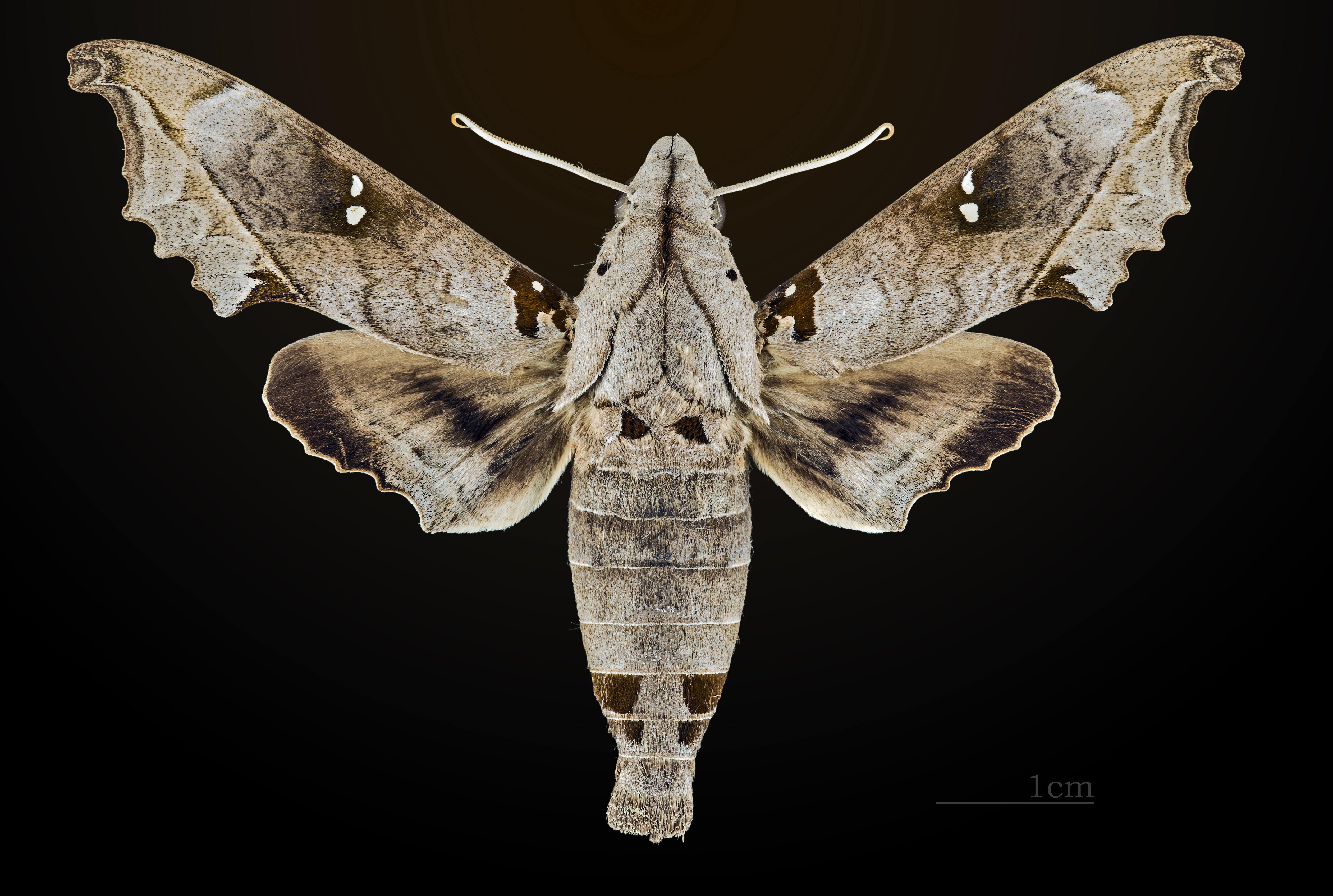
♂
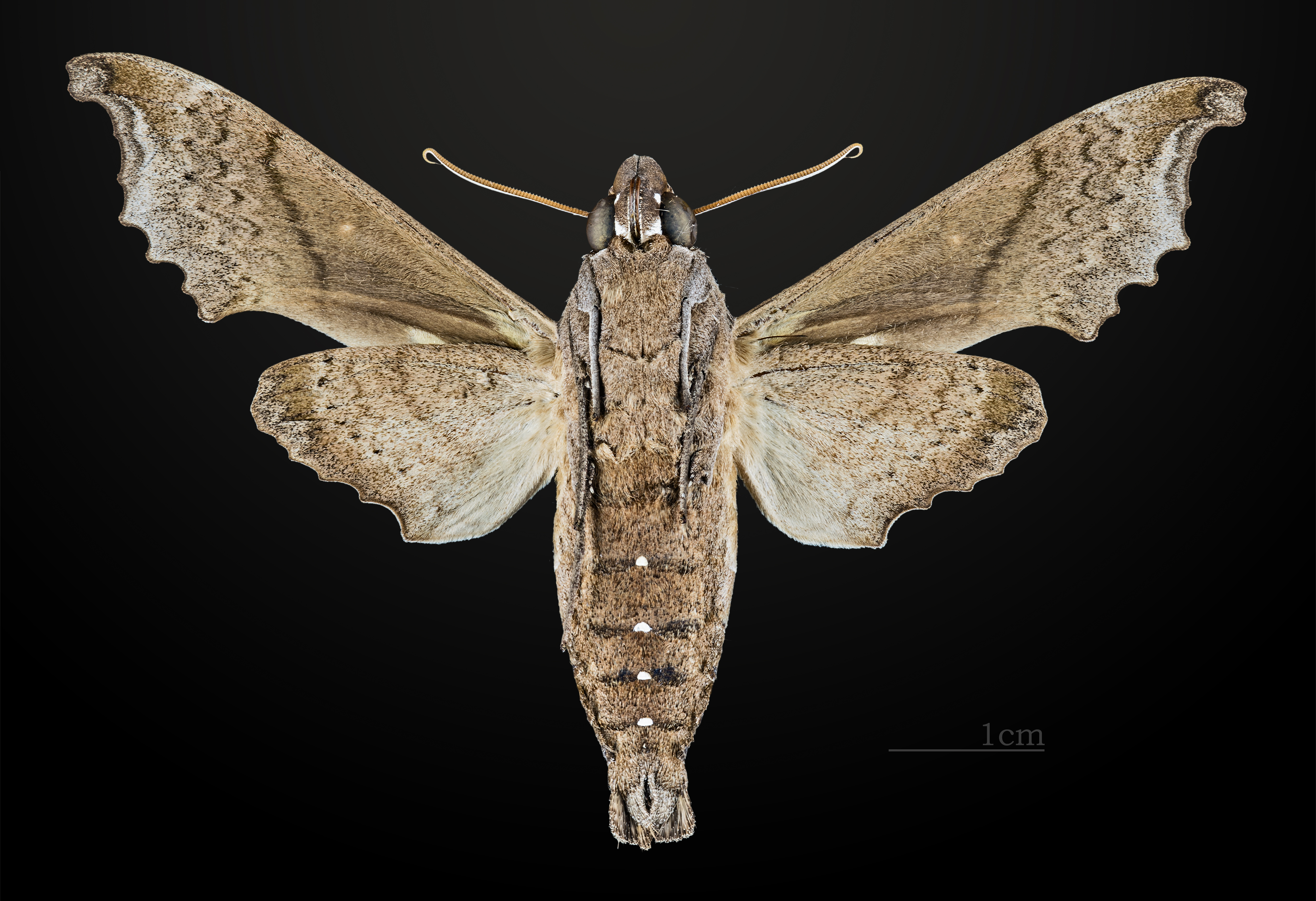
♂ △
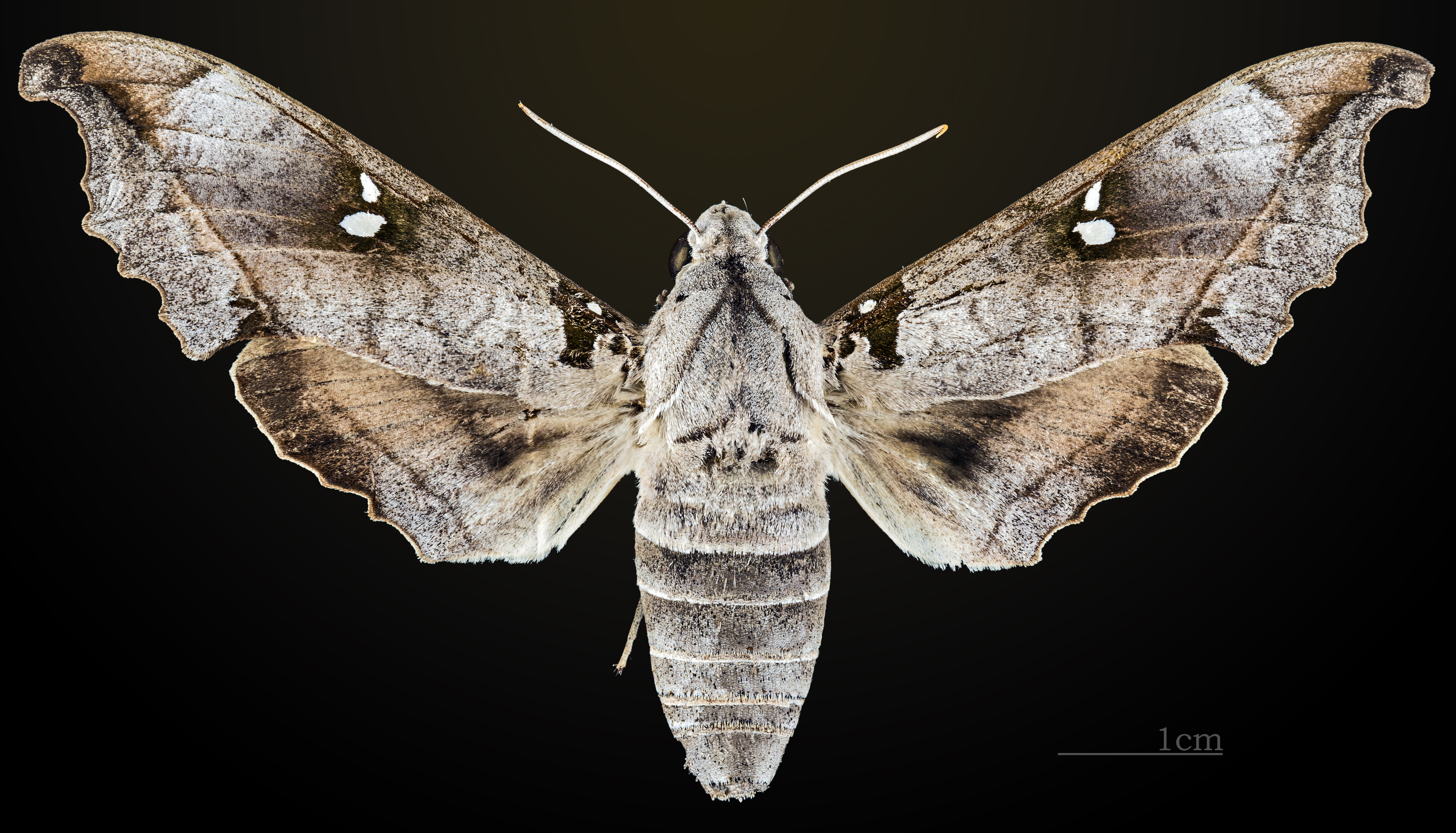
♀
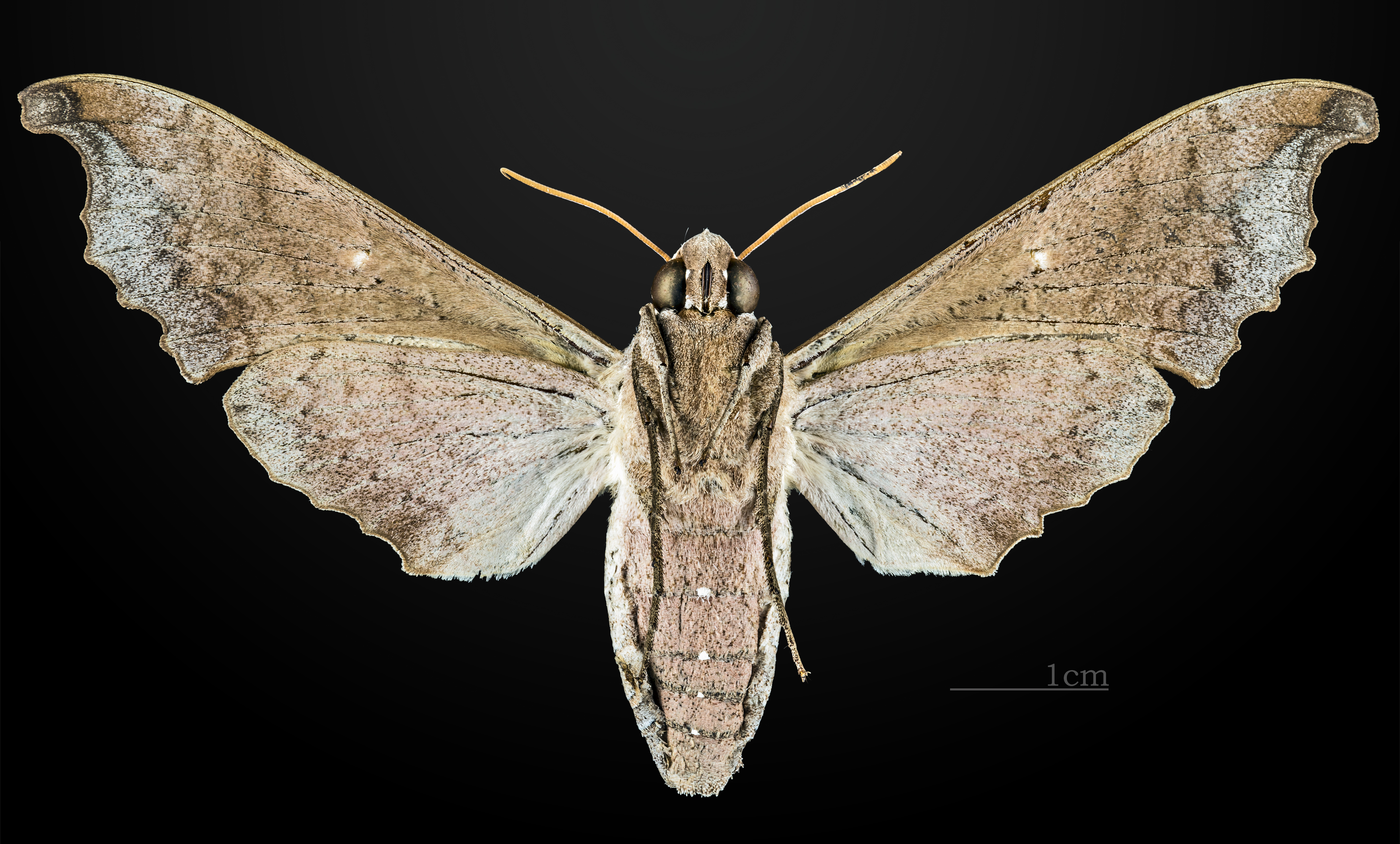
♀ △

Sải cánh khoảng 76–93 mm.

## Sinh học
Cá thể trưởng thành mọc cánh quanh năm.
Ấu trùng được ghi nhận ăn các loài Rehdera trinervis và Crescentia alata.

## Phân loài
- Madoryx oiclus oiclus (Paraguay, Argentina và Bolivia,Suriname, Guyane thuộc Pháp và from Venezuela to Costa Rica)
- Madoryx oiclus jamaicensis Neidhoefer, 1968 (Jamaica)

## Hình ảnh

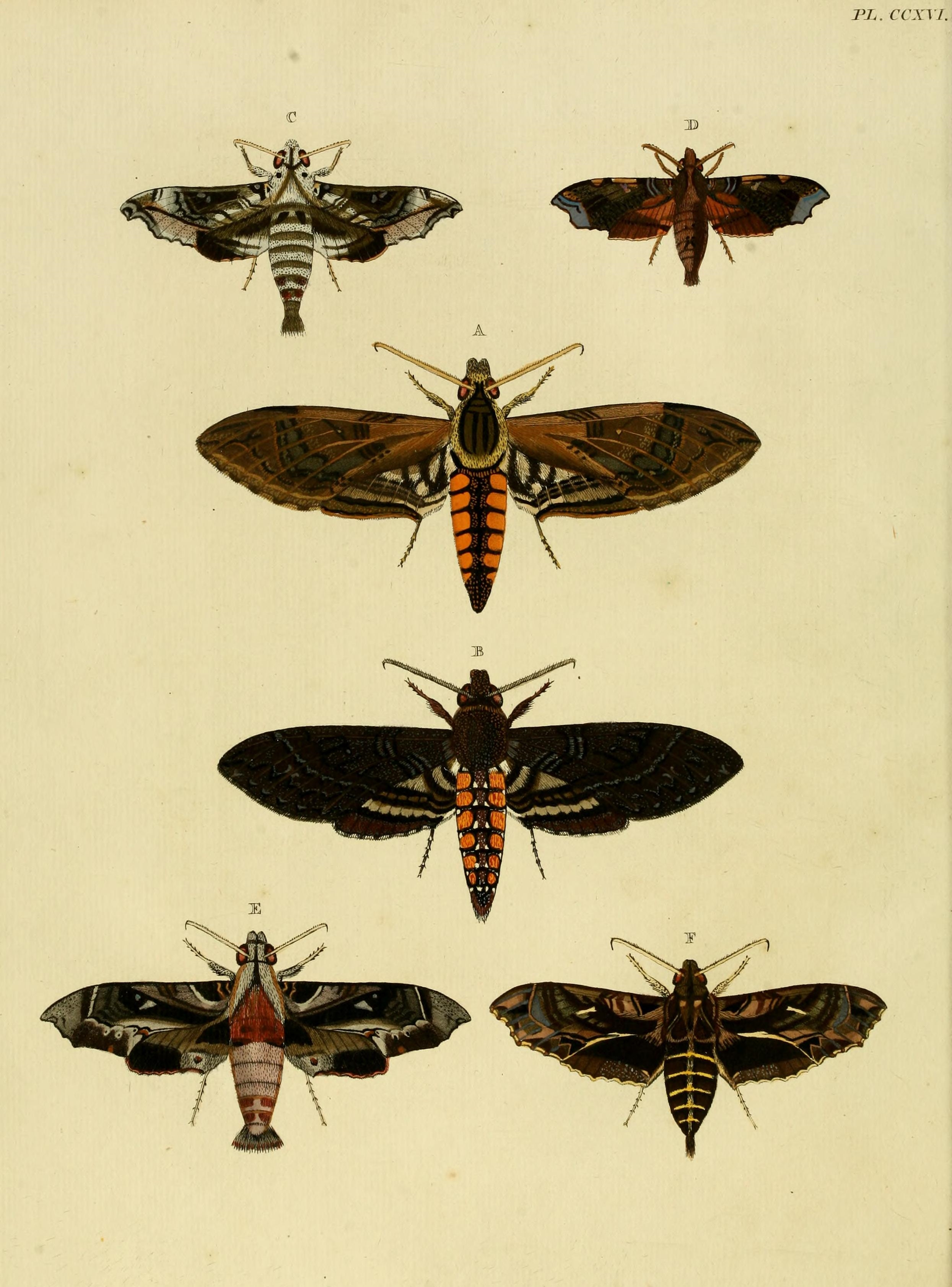